# Oglasa contigua
Oglasa contigua là một loài bướm đêm trong họ Noctuidae.